# Вінтондейл (Пенсільванія)
Вінтондейл (англ. Vintondale) — місто (англ. borough) в США, в окрузі Кембрія штату Пенсільванія. Населення — 412 особи (2020).

## Географія
Вінтондейл розташований за координатами 40°28′51″ пн. ш. 78°54′39″ зх. д. / 40.48083° пн. ш. 78.91083° зх. д. (40.480713, -78.910786).  За даними Бюро перепису населення США в 2010 році місто мало площу 1,26 км², з яких 1,22 км² — суходіл та 0,04 км² — водойми.

## Демографія
Згідно з переписом 2010 року, у селищі мешкало 414 осіб у 180 домогосподарствах у складі 118 родин. Густота населення становила 328 осіб/км².  Було 216 помешкань (171/км²).
Расовий склад населення:
| - 98,8 % — білих - 0,5 % — азіатів |

До двох чи більше рас належало 0,7 %. Частка іспаномовних становила 0,0 % від усіх жителів.
За віковим діапазоном населення розподілялося таким чином: 18,4 % — особи молодші 18 років, 60,1 % — особи у віці 18—64 років, 21,5 % — особи у віці 65 років та старші. Медіана віку мешканця становила 46,0 року. На 100 осіб жіночої статі у селищі припадало 99,0 чоловіків;  на 100 жінок у віці від 18 років та старших — 95,4 чоловіків також старших 18 років.
Середній дохід на одне домашнє господарство  становив 42 641 долар США (медіана — 32 321), а середній дохід на одну сім'ю — 51 977 доларів (медіана — 37 321). За межею бідності перебувало 21,3 % осіб, у тому числі 53,4 % дітей у віці до 18 років та 4,1 % осіб у віці 65 років та старших.
Цивільне працевлаштоване населення становило 163 особи. Основні галузі зайнятості: роздрібна торгівля — 23,9 %, освіта, охорона здоров'я та соціальна допомога — 20,9 %, мистецтво, розваги та відпочинок — 12,3 %, виробництво — 7,4 %.